# فيادانا لومباردي
فيادانا لومباردي لومباردي يطلق عليها (كاسالاسكو فيادانيزك: Viadana) وهي كومونا (بلدية) تتبع مقاطعة مانتوفا في منطقة لومباردي الإيطالية ، وتبعد حوالي 120 كيلومتر (75 ميل) جنوب شرق ميلانو وحوالي 35 كيلومتر (22 ميل) جنوب غرب مانتوفا.
تحد فيادانا البلديات التالية: بوريتو، بورجو، فيرجيليو، بريسيلو، كاسالماجوري، كوميساجيو، دوسولو، جازولو، ماركاريا، ميزاني، موتيجيانا، بومبونيسكو، سابيونيتا، سوزارا.
تعد مقراً لنادي الرجبي فيادانا

## توأمة المدن - المدن الشقيقة
- كوتو، إيطاليا
- Kleszczów، بولندا منذ 2006
- ألبا يوليا، رومانيا منذ 2006